# اما دانته
اما دانته (ایتالیایی: Emma Dante؛ زادهٔ ۶ آوریل ۱۹۶۷) یک هنرپیشه، نمایشنامه‌نویس، و کارگردان فیلم اهل ایتالیا است.
در سال‌های اخیر او چندین اپرا از اثر ریشارد اشتراوس و هانس ورنر هنتسه را در اسکالا کارگردانی کرده‌است.
از فیلم‌ها یا مجموعه‌های تلویزیونی که وی در آن‌ها نقش داشته‌است می‌توان به خیابانی در پالرمو اشاره نمود.